# Денг, Томас
Томас Йок Денг (англ. Thomas Jok Deng; род. 20 марта 1997, Найроби) — австралийский футболист, защитник японского клуба «Иокогама Ф. Маринос» и сборной Австралии. Участник летних Олимпийских игр 2020 в Токио и чемпионата мира 2022.

## Клубная карьера
Денг — воспитанник клубов «Аделаида Блю Иглз», «Плейфорд Сити» и «Вестерн Иглз». В 2013 году он дебютировал за основной состав последних. В 2014 году Томас выступал за «Грин Галли». В начале 2015 года Денг перешёл в «Мельбурн Виктори». 9 октября в матче против «Аделаида Юнайтед» он дебютировал в A-Лиге. Летом 2016 года Денг на правах аренды перешёл в «дубль» нидерландского ПСВ. 26 августа в матче против дублёров «Утрехта» он дебютировал в Эрстедивизи. По окончании аренды Денг вернулся в «Мельбурн Виктори». 6 ноября 2017 года в поединке против «Вестерн Сидней Уондерерс» Томас забил свой первый гол за клуб. В 2018 году он помог клубу выиграть чемпионат.
Летом 2020 года Денг перешёл в японский «Урава Ред Даймондс». 4 июля в матче против «Иокогама Ф. Маринос» он дебютировал в J-лиге. 23 августа в поединке против «Виссел Кобе» Томас забил свой первый гол за "Урава Ред Даймонд"с.
Летом 2022 года Денг подписал контракт с «Альбирекс Ниигата». 14 августа в матче против «Тотиго Ува» он дебютировал во Второй J-лиге.

## Международная карьера
В 2016 году Денг принял участие в молодёжном Кубке Азии в Катаре. На турнире он сыграл в матче против команды Вьетнама. В том же году Денг принял участие в юношеском чемпионата Азии в Бахрейне. На турнире он сыграл в матчах против сборных Китая, Узбекистана и Таджикистана.
15 октября 2018 года в товарищеском матче против сборной Кувейта Денг дебютировал за сборную Австралии.
В 2018 году Денг во второй раз принял участие в молодёжном Кубке Азии в Китае. На турнире он сыграл в матчах против сборных Сирии и Южной Корее.
В 2020 году Томас завоевал бронзу молодёжного Кубка Азии в Таиланде. На турнире он сыграл с командами Ирака, Таиланда, Сирии и Узбекистана.
В 2021 году в составе олимпийской сборной Австралии Денг принял участие в летних Олимпийских играх 2020 в Токио. На турнире он сыграл в матчах против команд Аргентины, Испании и Египта.
В 2022 году Томас принял участие в чемпионате мира в Катаре. На турнире он запасным и на поле не вышел.
В 2024 году Денг принял участие в Кубке Азии 2023 в Катаре. На турнире он был запасным и на поле не вышел.

## Достижения
Клубные
 «Мельбурн Виктори»
- Победитель A-Лиги — 2017/2018